# Farafanganamijn
De Farafanganamijn is een mijn in Madagaskar, gelegen in de regio Atsimo-Atsinanana, nabij de stad Farafangana. De mijn bevat een van de grootste voorraden bauxiet van Madagaskar met een geschatte 100 miljoen ton met 37% aluminiumoxide. 